# Кильватерная струя

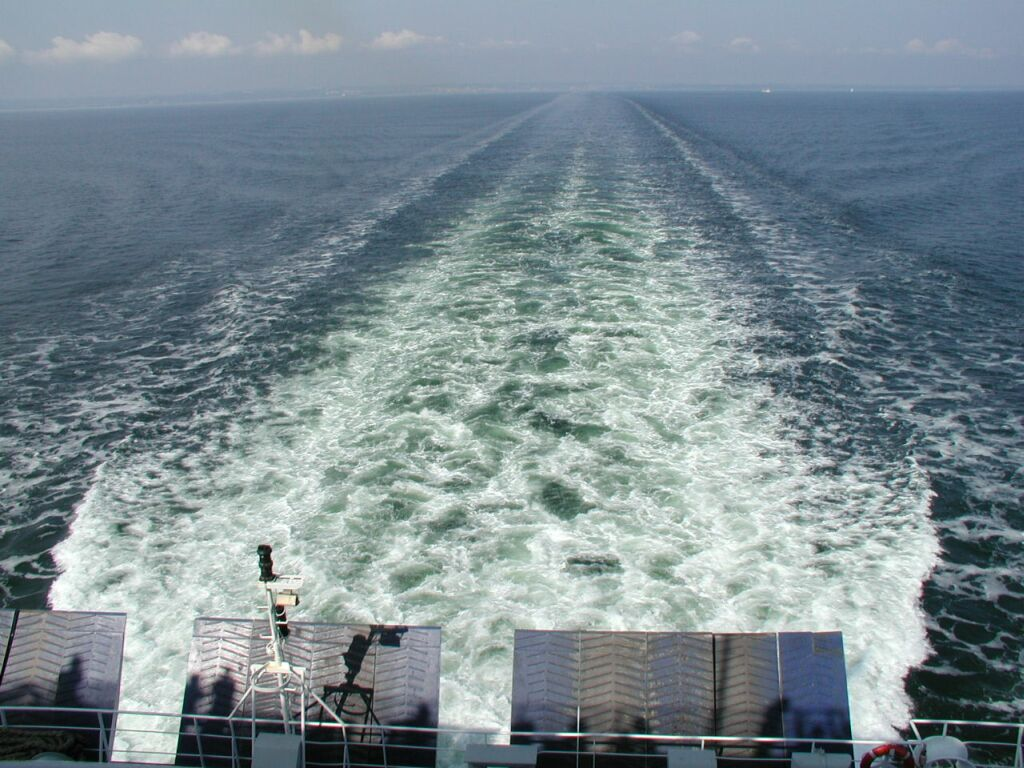
Кильватерная струя

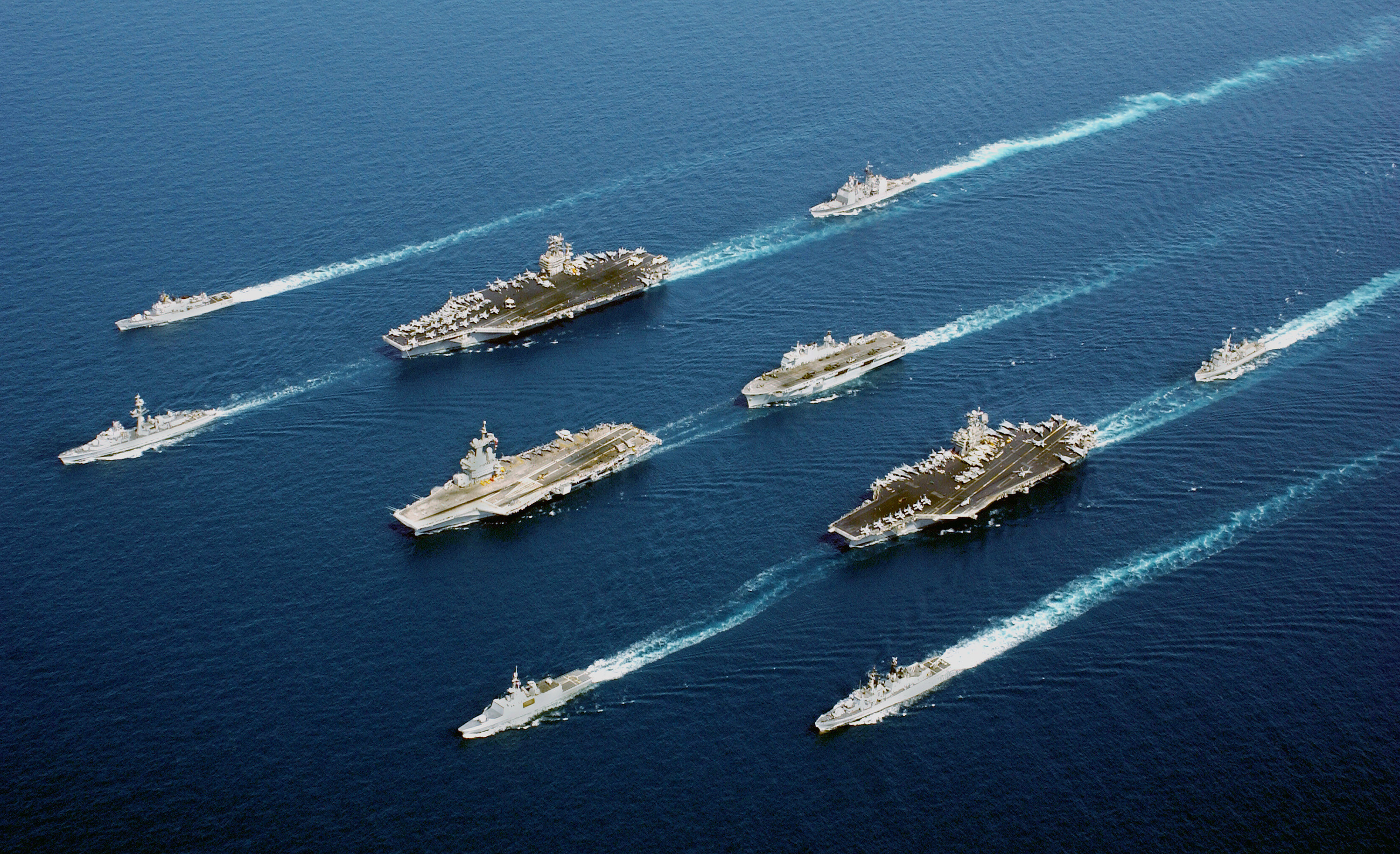

Кильва́терная струя (кильватерный след, кильватер) — возмущённая полоса воды, остающаяся за кормой идущего корабля (судна).
Продолжительность и протяжённость кильватерной струи зависит от водоизмещения и скорости корабля (судна), а также состояния моря.
Кильватерный след подводной лодки — область неоднородности физических полей морской среды, остающаяся после прохождения в подводном положении подводной лодки (либо аналогичного подводного аппарата); время существования определяется глубиной, скоростью ПЛ, волнением моря, природой физического поля.
Для боевого корабля является демаскирующим фактором.